# Görög Imre (műfordító)
Görög Imre, születési és 1901-ig használt nevén Gussmann Ignác (Budapest, 1882. december 26. – Budapest, 1974. november 16.) író, műfordító, tanár. Felesége G. Beke Margit író, műfordító. Lánya Ata Kandó fotográfus.
Fordítóként használta a Margittai György álnevet, két alkalommal Margittay György névváltozattal, illetve a Görög Ignác névváltozatot.

## Élete
Gussmann Simon kereskedő és Frank Jenni fia. 1906-ban a Budapesti Tudományegyetemen latin–történelem szakos tanári, majd egy évvel később bölcsészdoktori diplomát szerzett. 1907 és 1914 között a kőbányai Tisztviselő-telepi Állami Főgimnáziumban tanított. 1908. december 27-én Budapesten házasságot kötött Beke Margittal, aki fordítói munkájában is társa volt. Az első világháború alatt frontszolgálatot teljesített. 1915-ben fogságba esett, s csak 1920-ban térhetett vissza Magyarországra. Szibériában megtanult oroszul. Hazatérve baloldali felfogása miatt nem engedték történelmet tanítani, ezért nyugdíjazását kérte. 
1921 és 1927 között szerkesztőként dolgozott a Fővárosi Könyv- és Lapkiadó részvénytársaságnál. A Documenta Humana sorozatban kiadta Ibsen, Tolsztoj, Voltaire, Nietzsche, Flaubert és Balzac levélgyűjteményét tanulmányokkal. Női arcképek címmel sorozatot indított a világtörténelem híres asszonyairól. Rendszeresen jelentek meg cikkei és könyvismertetései a Nyugat című irodalmi folyóiratban és a Századunkban. 1927 és 1943 között szerkesztő volt a Pantheon Irodalmi Intézetnél. Ekkor kezdte meg műfordítói tevékenységét, s élete során mintegy kétszáz művet ültetett át magyar nyelvre. 
1945-től orosz irodalmárok műveit fordította magyarra; leghíresebbek Gorkij-, Dosztojevszkij- és Csehov-fordításai. 1947–1948-ban a Huszadik Század című folyóirat munkatársa volt, majd 1949-ig tolmácsként dolgozott a külügyminisztériumban. Néhány műfordítása és kisebb műve Margittai György álnéven jelent meg. Halálát tüdőgyulladás okozta.

## Művei
- Gróf Zrínyi Miklós a költő, mint államférfi. Művelődéstörténeti tanulmány és egyetemi doktori értekezés is. (Művelődéstörténeti értekezések. 20. Budapest, 1906)
- A nagy francia forradalom a középiskolai történettanításban. 1–2. (Magyar Paedagogia, 1912)
- Kossuth Lajos és br. Eötvös József nemzetiségi politikája a szabadságharc után. (Történeti Szemle, 1913)
- A középiskola reformjához. A történettanítás. (Budapesti Szemle, 1914)
- Jehonala Cő-Hi, Kína császárnője. 1861–1908. (Női arcképek. 2. Budapest, 1921)
- L. N. Tolsztoj levelei. 1848–1910. P. A. Szergejenko nyomán válogatta, oroszból fordította, a bevezető tanulmányt írta. (Documenta Humana. 1–2. kiadás. Budapest, 1923.)
- Az orosz mezőgazdaság és parasztság átalakulása. (Huszadik Század, 1947)
- Német és japán újjánevelés. (Huszadik Század, 1948)

## Fordításai
- Wells, Herbert George: Az igazi király. Filmszöveg. (A modern regény klasszikusai. Budapest, 1928, 2. kiadás: 1929)
- Ehrenburg, Ilja: Moszkvai sikátor. (regény, Budapest, 1929, új kiadás: 1984)
- Katz, Richard: Vidám napok barna emberek között. Útleírás. 32 mélynyomású képpel és egy térképpel. (Budapest, 1929)
- Dosztojevszkij: Bűn és bűnhődés. (Filléres klasszikus regények. Budapest, 1930?, A regényírás mesterei. 2. kiadás: 1944, új kiadás: 2000)
- Biggers, Earl Derr: A fekete teve. (regény, Pengős regények. Budapest, 1930?)
- Frenzel, Charles: Marat, a nép barátja. (regény, Tolnai regénytára. Budapest, 1930)
- MacDonald, Philip: Fehér holló. Regény. Margittai György néven. (A Színházi Élet regényei. Budapest, 1931)
- Katz, Richard: Panamától a Tűzföldig. Útleírás, a szerző felvételeivel. (A világjárás hősei. Budapest, 1931, 2. kiadás: 1933)
- Sutherland, Joan: Rejtelmek. (regény, Félpengős regények. Budapest, 1932)
- Dos Passos, John: A 42. szélességi fok. (regény, Budapest, 1934)
- Brand, Max: A banditakirály. (regény, Pesti Hírlap Könyvek. Budapest, 1934)
- Csehov: A vizsgálóbíró. (regény, Világkönyvtár. Budapest, 1935)
- Stratz, Rudolf: A fáraó átka. (regény, Világhírű regények. Budapest, 1936)
- Ehrenburg, Ilja: Tizenhárom pipa. (regény, Az Új Európa könyvesháza. Bratislava–Pozsony, 1936)
- Collins, Dale: Istenítélet. (regény, Budapest, 1936)
- Turgenyev Iván: Az őstalaj. (regény, Világhírű regények. Budapest, 1936)
- Tolsztoj, Alexej: Kálvária. (regény, Budapest, 1937)
- Haliburton, Richard: Varázscsizmában a föld körül. Útleírás. (Budapest, 1939)
- Gorkij: Az anya. Reg. (1–2. kiad. Budapest, 1947, 3. kiadás: 1948, 4. kiadás: 1949, 6. kiadás: 1950, 7. átdolgozott kiadás. 1951, 8. átdolgozott kiadás)
- Gogol: Az őrült naplója. – Pétervári elbeszélések. Ford. Makai Imrével. (Békéscsaba, 1948)
- Bücskov, Sz. P.: L. N. Tolsztoj nagy nemzeti eposza, a Háború és béke. (Marxista ismeretek kiskönyvtára. Budapest, 1949)
- Lácisz, Vilisz: Zúg a vihar. I–II. kötet. (regény, Budapest, 1950–1952)
- Antonov, Szergej: Ahol a csasztuska terem. (regény, Szovjet kisregények. Budapest, 1951)
- Antonov, Nyikolaj: Az első feladat. (regény, Budapest, 1951)
- Golubkova, Majemjana: Két világot éltem. Életregény. Ford. G. Beke Margittal. (Budapest, 1951)
- Gorkij: Az én egyetemeim. – A mester. Regények. Ford. Gellért Györggyel, G. Beke Margittal. (Gorkij válogatott művei. Budapest, 1952)
- Prisvin, Mihail: Ahol a madár sem fél. Útleírás. Két térképpel. Ford. G. Beke Margittal. (Budapest, 1953)
- Karavajeva, Anna: Haza. I–III. köt. Ford. Gellért Györggyel, Makai Imrével. (Budapest, 1953)
- Bahmetyev, Vlagyimir: A küszöbön. (regény, Budapest, 1953)
- Gorkij: Az anya. (Gorkij válogatott művei. 9. kiadás: Budapest, 1953, A világirodalom klasszikusai. 10. kiadás: 1954)
- Franko, Ivan: Elbeszélések. Ford., az utószót írta. Ill. Zádor István. (Budapest, 1954)
- Orosz népmesék. Ford. G. Beke Margittal. Ill. és a címlapot tervezte Györffy Anna. (Budapest, 1954)
- Gorkij: Volt emberek. Elbeszélések. Ford. Makai Imrével. (Orosz klasszikusok. Bukarest, 1954)
- Gorkij: A mester. Kisregények. Ford. Makai Imrével és G. Beke Margittal. Ill. Nagy Lajosnéval. (Olcsó Könyvtár. Budapest, 1955)
- Gorkij: Az ifjúsági és gyermekirodalomról. A bevezető tanulmányt Medvegyeva, N. írta. (Budapest, 1955)
- Prisvin, Mihail: Ösvény a rengetegben. Illusztrálta: Bartha László. (regény, Budapest, 1955)
- Gorkij: Az anya. Illusztrálta: a Kukrinyikszi művészcsoport. (regény, Nagyvárad, 1956)
- Gorkij: Mezítlábasok. Elbeszélések. Ford. G. Beke Margittal. A bevezetőt Háy Gyula írta. (Budapest, 1956)
- Gorkij: Mesék Itáliáról. (Budapest, 1957)
- Lácisz, Vilisz: A halász fia. (regény, Táncsics Könyvtár. Budapest, 1958)
- Prisvin, Mihail: Ádám és Éva. Elbeszélések. Ford. G. Beke Margittal. Ill. Szántó Piroska. (Budapest, 1958)
- Dosztojevszkij: Bűn és bűnhődés. 1–3. Ford. G. Beke Margittal. (Olcsó Könyvtár. Új kiadás: Budapest, 1958, A világirodalom klasszikusai. 2. kiadás: 1962, A világirodalom remekei. 4. kiadás: 1964, Európa Zsebkönyvek. 6. kiadás: 1967, 7. kiadás: 1976, 9. kiadás: 1986, Európa Diákkönyvtár. 10. kiadás: 1993, Matúra klasszikusok. 11. kiadás: 1996, 17. kiadás: 2008, 18. kiadás: 2010)
- Ehrenburg, Ilja: A kommünár pipája. Vál. elbeszélések. Németből ford. Ill. Würtz Ádám. (Budapest, 1959)
- Anton Pavlovics Csehov művei. I–IV. köt. Szerk. Apostol András. Ford. Többekkel. (Budapest, 1959)
- Gorkij: Az anya. Reg. I–II. köt. Az utószót írta Bessenyei György. Ill. Würtz Ádám. (Kincses könyvek. Budapest, 1961)
- Prisvin, Mihail: Szarvaslesen. Kisregény. Ford. G. Beke Margittal. Ill. Favorszkij, Vlagyimir. (Budapest, 1964)
- Ehrenburg, Ilja: A. D. E. Tröszt. – Tizenhárom pipa. Elbeszélések. Ford. Tarisznyás Györgyivel. (A világirodalom remekei. Budapest, 1967)
- Ehrenburg, Ilja: Moszkvai sikátor. – 1925 nyara. Kisregények. Ford. Szőllősy Klárával. (Európa zsebkönyvek. Budapest, 1968)
- Ehrenburg, Ilja: A harácsoló. – Moszkvai sikátor. Kisregények. Ford. és az utószót írta Elbert Jánossal. (A világirodalom remekei. Budapest, 1972)
- Csehov: A csinovnyik halála. Elbeszélések és kisregények. 1880–1884. Ford. Többekkel. (Csehov művei. Budapest, 1973)
- Gorkij: Huszonhat férfi, egy leány. Vál. elbeszélések. Vál. Rab Zsuzsa. Ford. Többekkel. (Kozmosz Könyvek. Budapest, 1976)
- Gorkij: Itáliai mesék. Elbeszélések. Az utószót Ugrin Aranka írta. (Olcsó Könyvtár. Új kiadás: Budapest, 1979)
- Gorkij: Mezítlábasok. Vál. elbeszélések. 1892–1897. Vál. Nyíri Éva. Ford. Többekkel. (Olcsó Könyvtár. Budapest, 1979)
- Az őrült naplója. – Pétervári elbeszélések. Ford. Makai Imrével. Ill. Brodszkij, Vagyim. (Új kiadás: Budapest, 1984)
- Ehrenburg, Ilja: Moszkvai sikátor. (regény, Európa zsebkönyvek. Budapest, 1984)
- Biggers, Earl Derr: Charlie Chan találkozása a fekete tevével. (regény, Kék könyvek. Budapest, 1989)
- Csehov: A vizsgálóbíró. (regény, Új kiadás: Budapest, 2003)
- ford. Margittai György álnéven: Healey, I. M.: Fleurette. (regény, Tolnai regénytára. Budapest, 1929)
- Anderson, H. C.: A művész szerelme. (regény, Budapest, 1930)
- Bulwer-Lytton, Edward George G.: Leila. A félhold bukása. (regény, Budapest, 1930, új kiadás: 1996)
- Feuillet, Octave: Egy párizsi asszony. (Tolnai regénytára. Budapest, 1930)
- Russel, C.: Kalózok. (Budapest, 1930)
- Savage, Richard Henry: Haláltánc. (regény, Tolnai regénytára. Budapest, 1930)
- MacDonald, Philip: Fehér holló. (regény, A Színházi Élet regényei. Budapest, 1931)
- Jackson, G.: A vadnyugat vándora. (Budapest, 1935)
- Goodwin, J.: A nagyhercegnő. (Budapest, 1936)
- Rister, Cl.: Zsiványok paradicsoma. (Budapest, 1939)